# Quadrant (instrument)
Pour les articles homonymes, voir Quadrant.

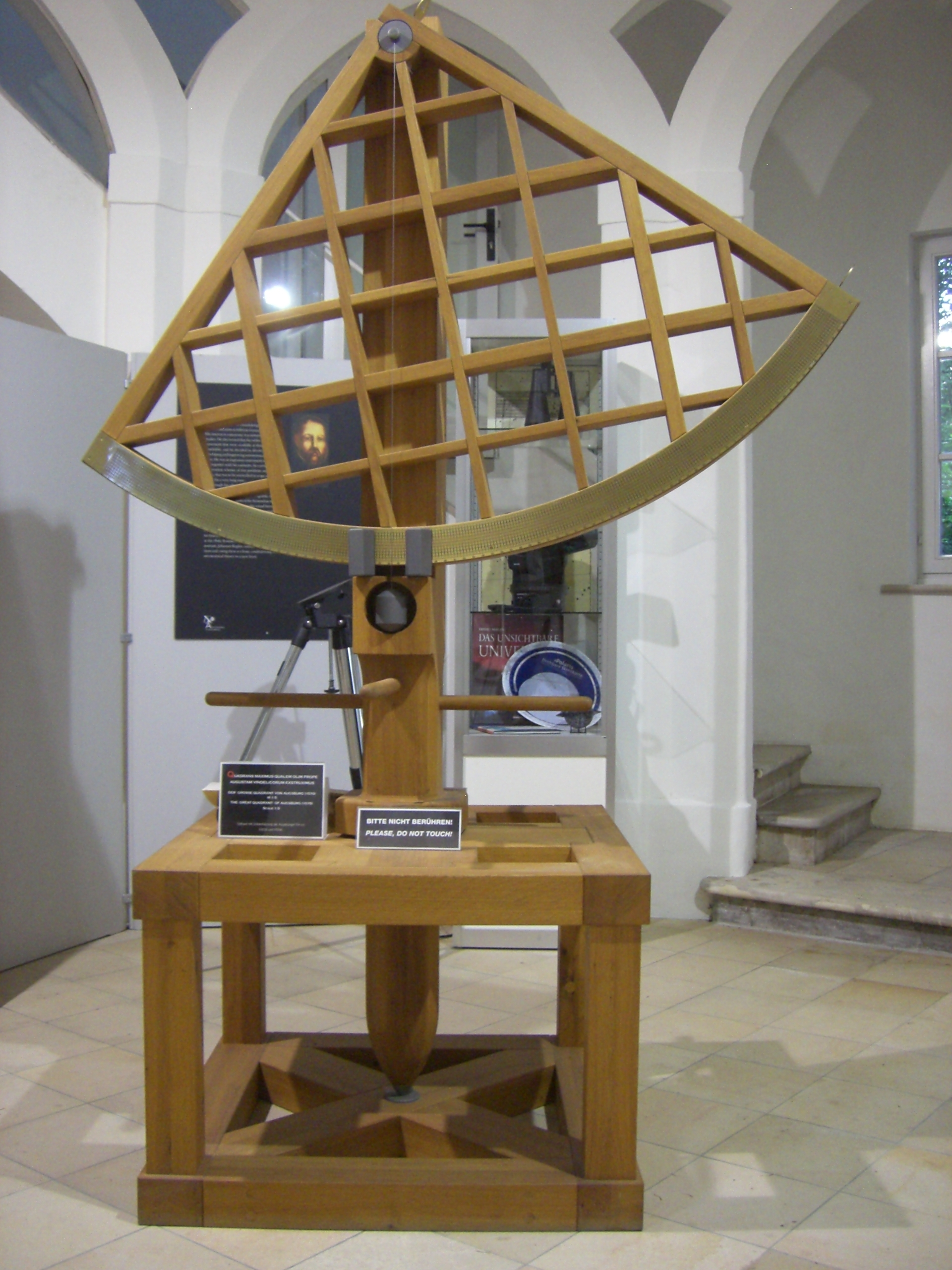
Un quadrant astronomique.

Le quadrant (du lat. quadrans, antis « quart ») ou quart de cercle est un ancien instrument de mesure angulaire dont la plage d'utilisation est de 90°, ce qui représente l'étendue d'un quart de cercle, ou quadrant, d'où son nom aujourd'hui. À l'origine, cet instrument permettait de mesurer la hauteur d'un objet visé. Il était utilisé en astronomie, géodésie, topographie et navigation (quadrant de navigation).

## Approche élémentaire
L'instrument est composé d'un certain nombre d'éléments que l'on retrouve très souvent, quel que soit le type ou la complexité du quadrant considéré, soit : 
- le corps du quadrant, ayant la forme générale d'un quart de cercle ou d'un carré, sur lequel on trouve un secteur gradué de 90° ou moins, en fonction du besoin ;
- le système de visée comprenant à l'origine deux  pinnules fixées sur le côté du quadrant ou sur une alidade. Plus tard, les pinnules seront remplacées par une lunette de visée
- un fil à plomb qui sert à la lecture de la hauteur ou qui assure la bonne inclinaison de l'instrument.

La lecture de la hauteur est simple : l'angle h entre la droite de visée de l'astre et l'horizontale - donc sa hauteur - est égal à l'angle h mesuré sur le secteur gradué (angles à côtés perpendiculaires). 

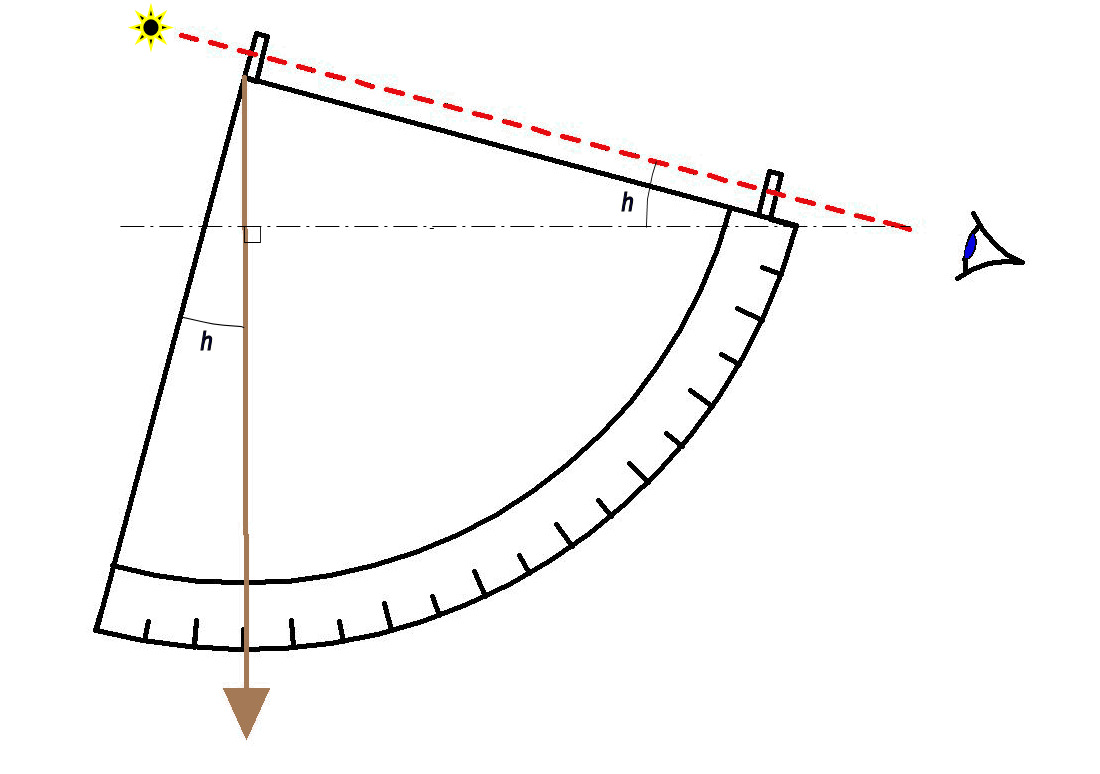
Schéma de quadrant avec lecture de la hauteur.
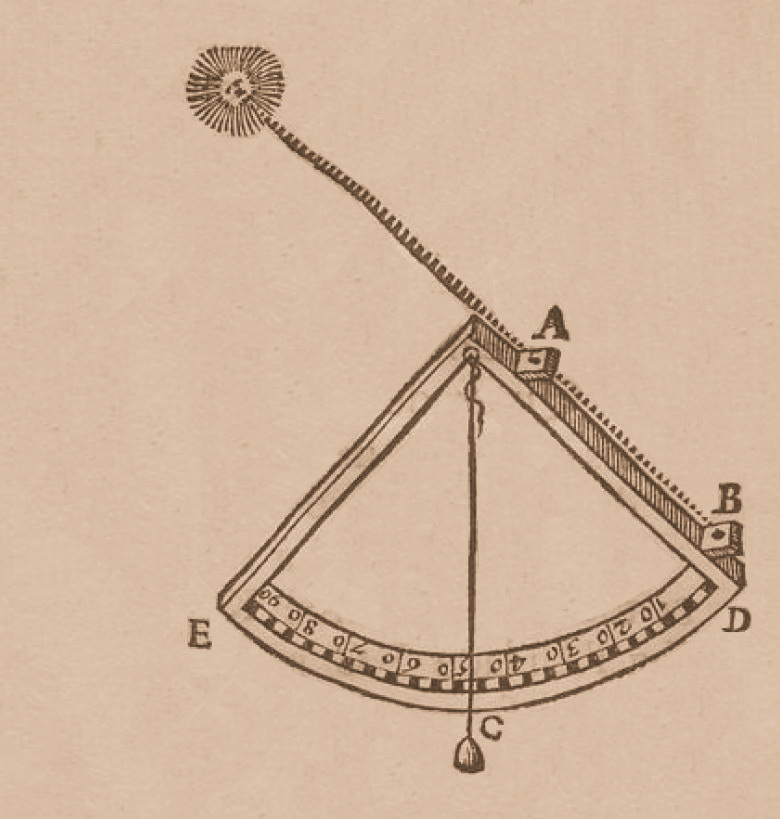
1 - Quadrant avec deux pinnules de visée A et B.
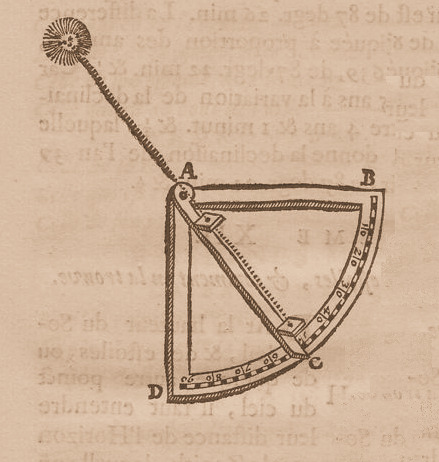
2 - Quadrant à alidade, sans plomb.

## Catégories
Les différents quadrants peuvent être classés suivant leurs attributions. On peut citer :
- Le quadrant astronomique employé dans les observatoires astronomiques ;
- Le quart de cercle mobile employé essentiellement en géodésie ;
- Le quadrant géométrique, instrument de topographie ;
- Le quadrant de navigation : pur quadrant employé à l'origine en navigation hauturière pour faire le point ;
- Les quadrants horaires, famille d'anciens cadrans solaires portables.

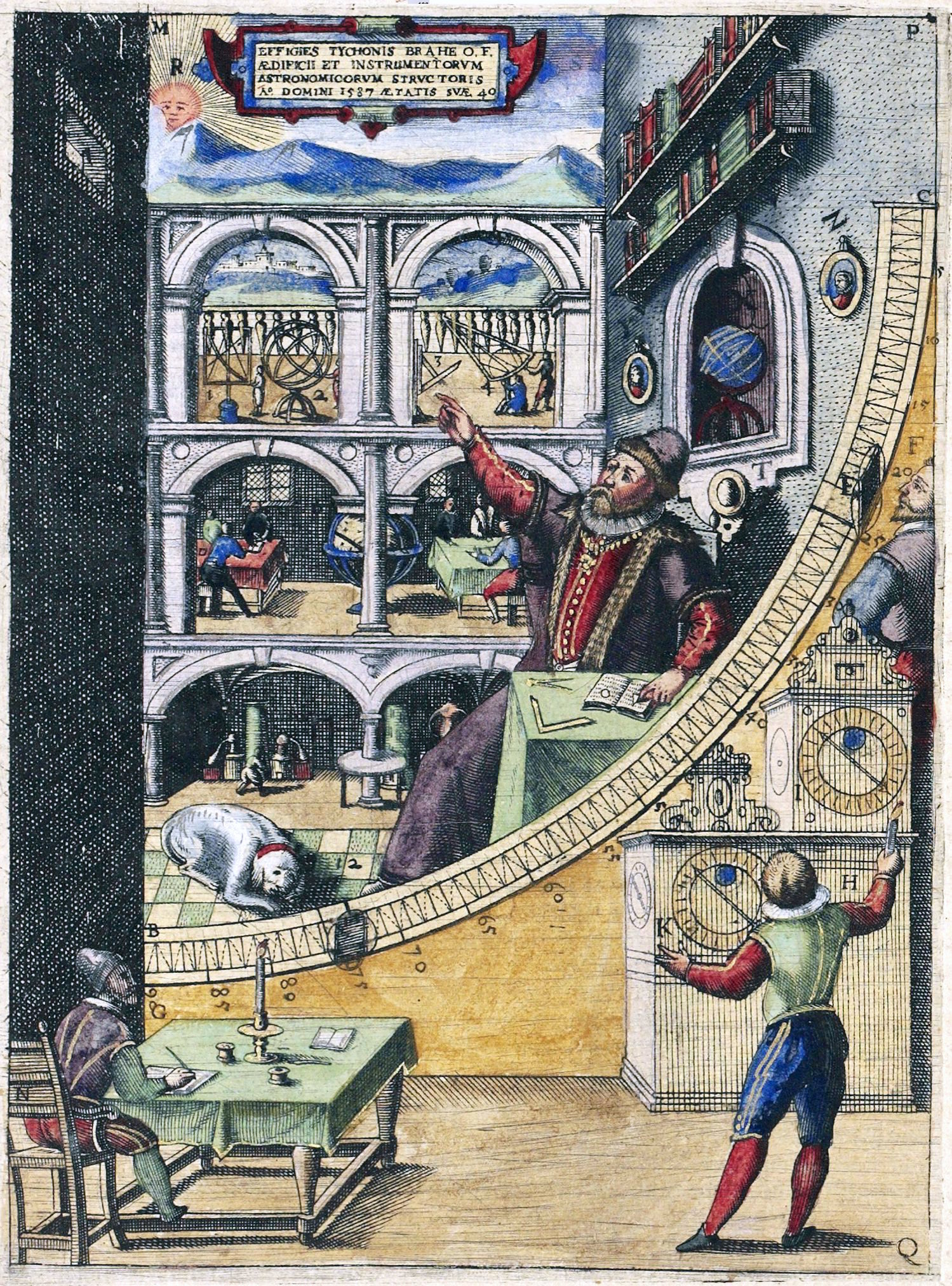
Quadrant astronomique mural.
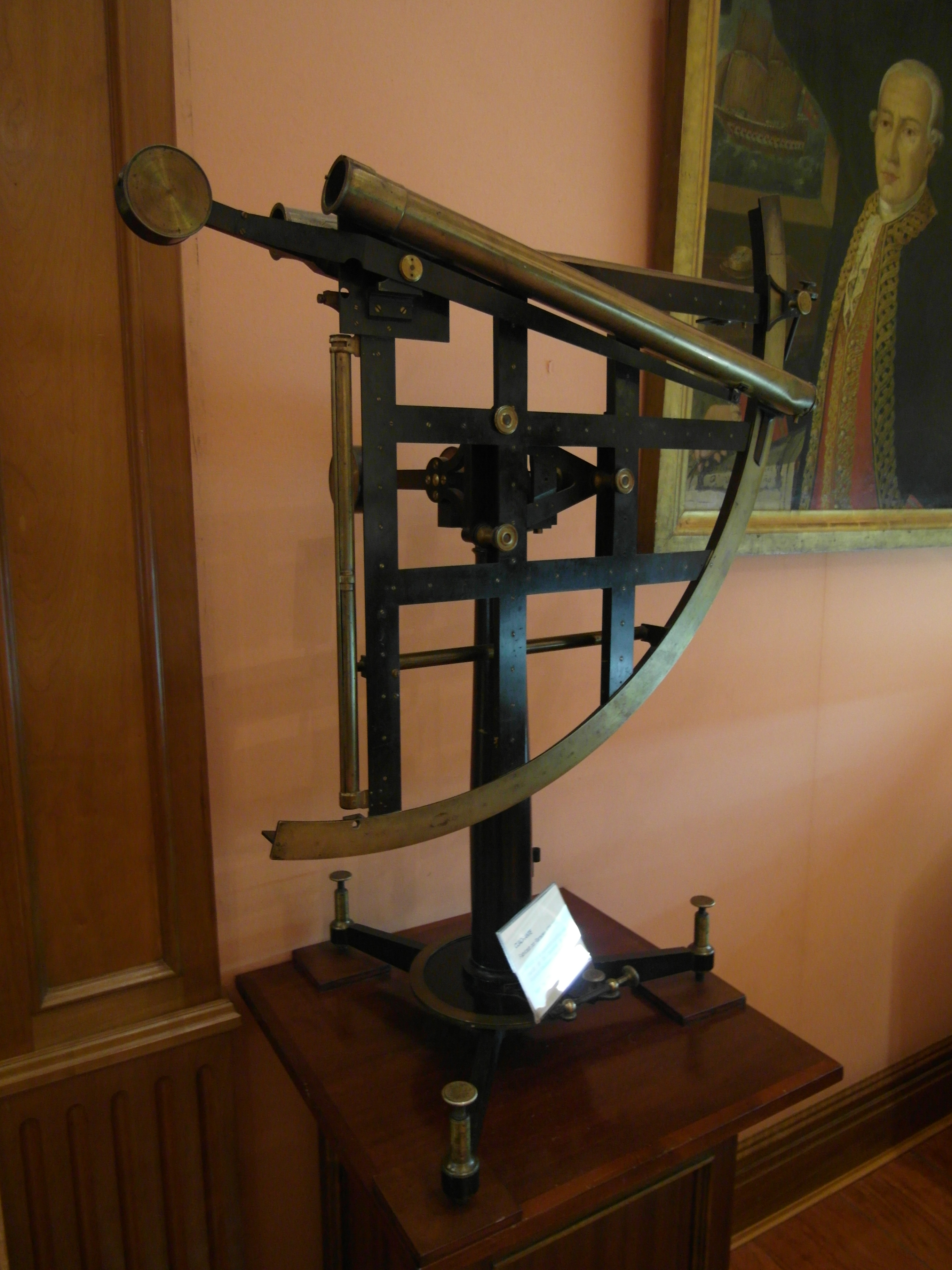
Quart de cercle mobile.
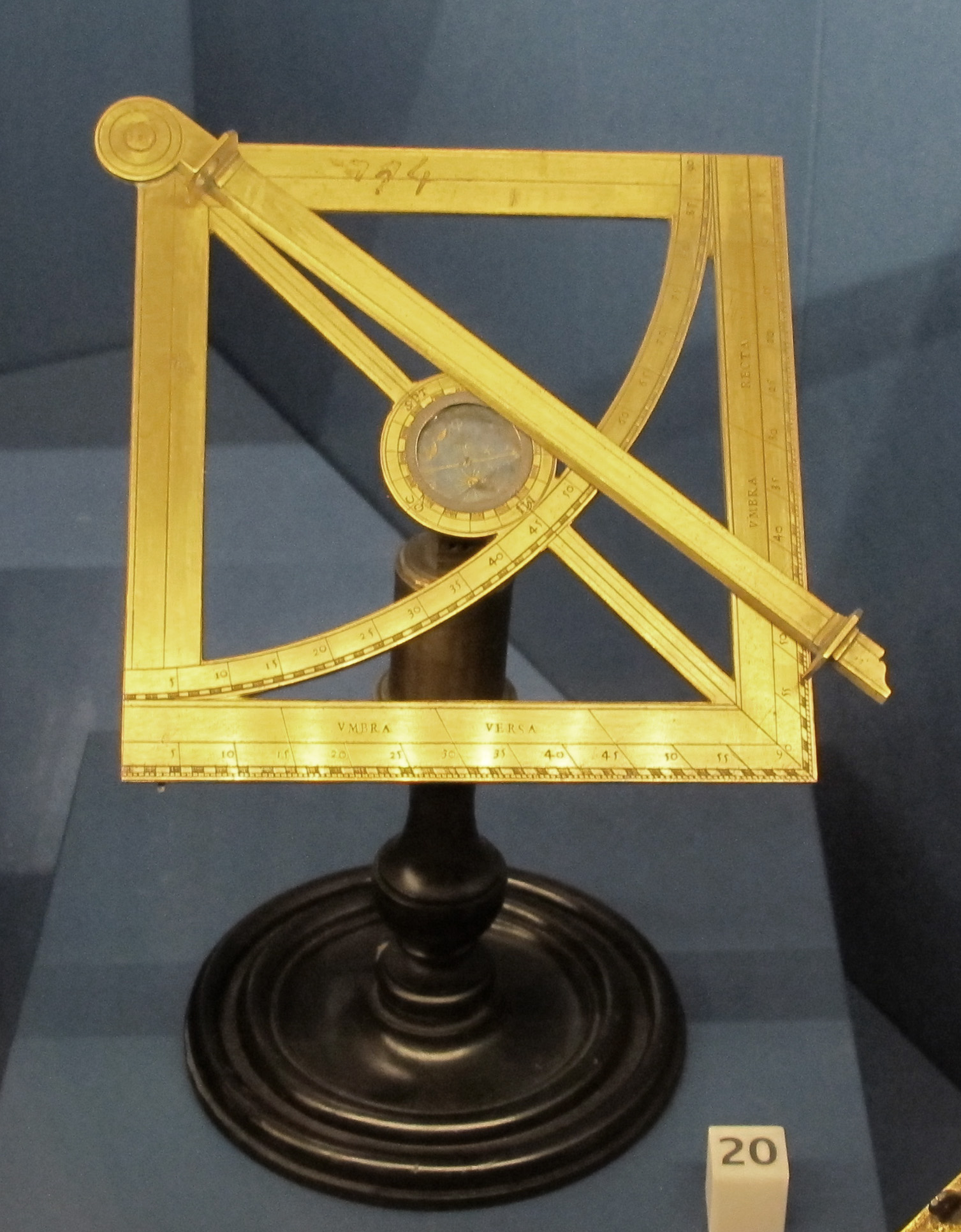
Quadrant géométrique.
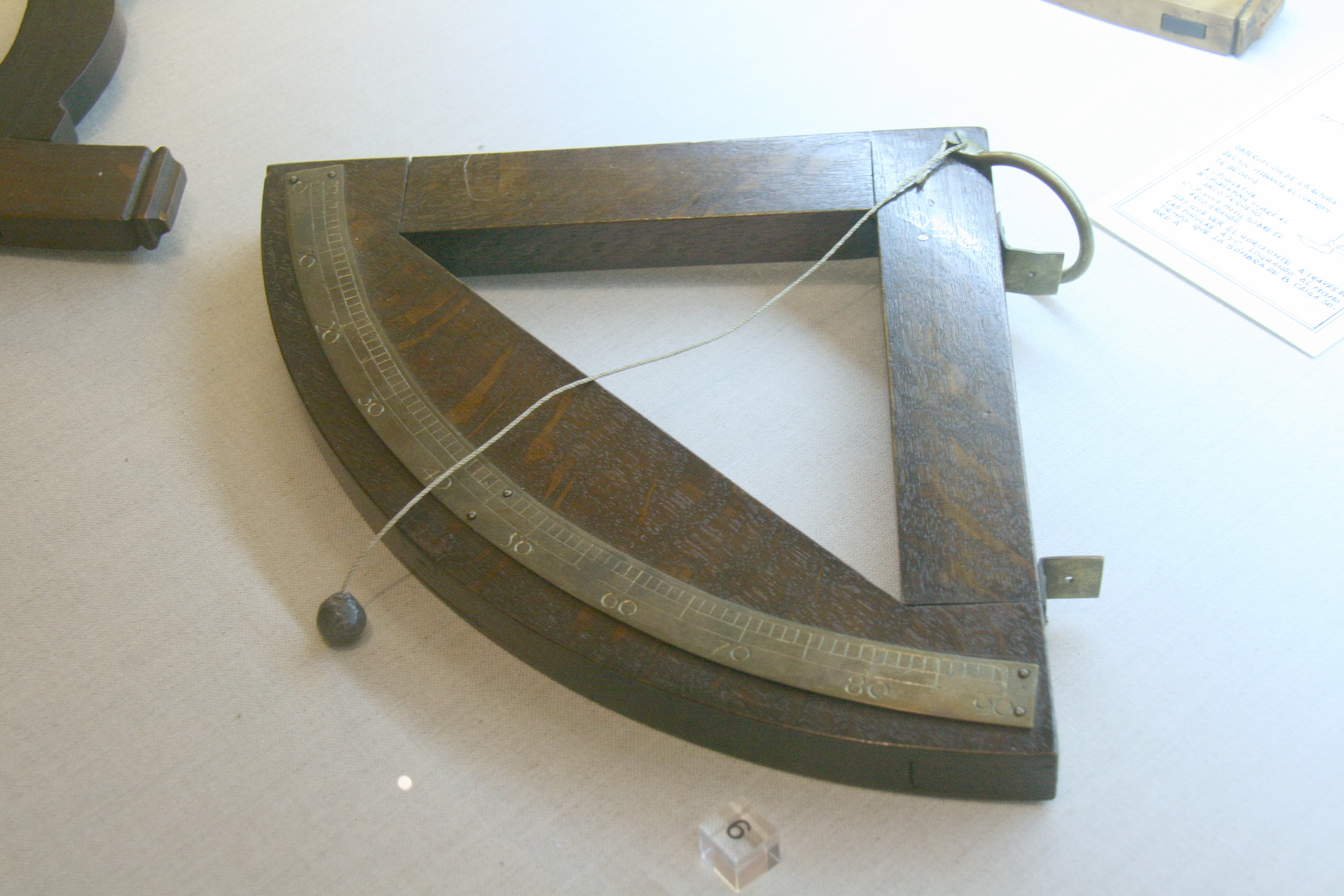
Quadrant de navigation.
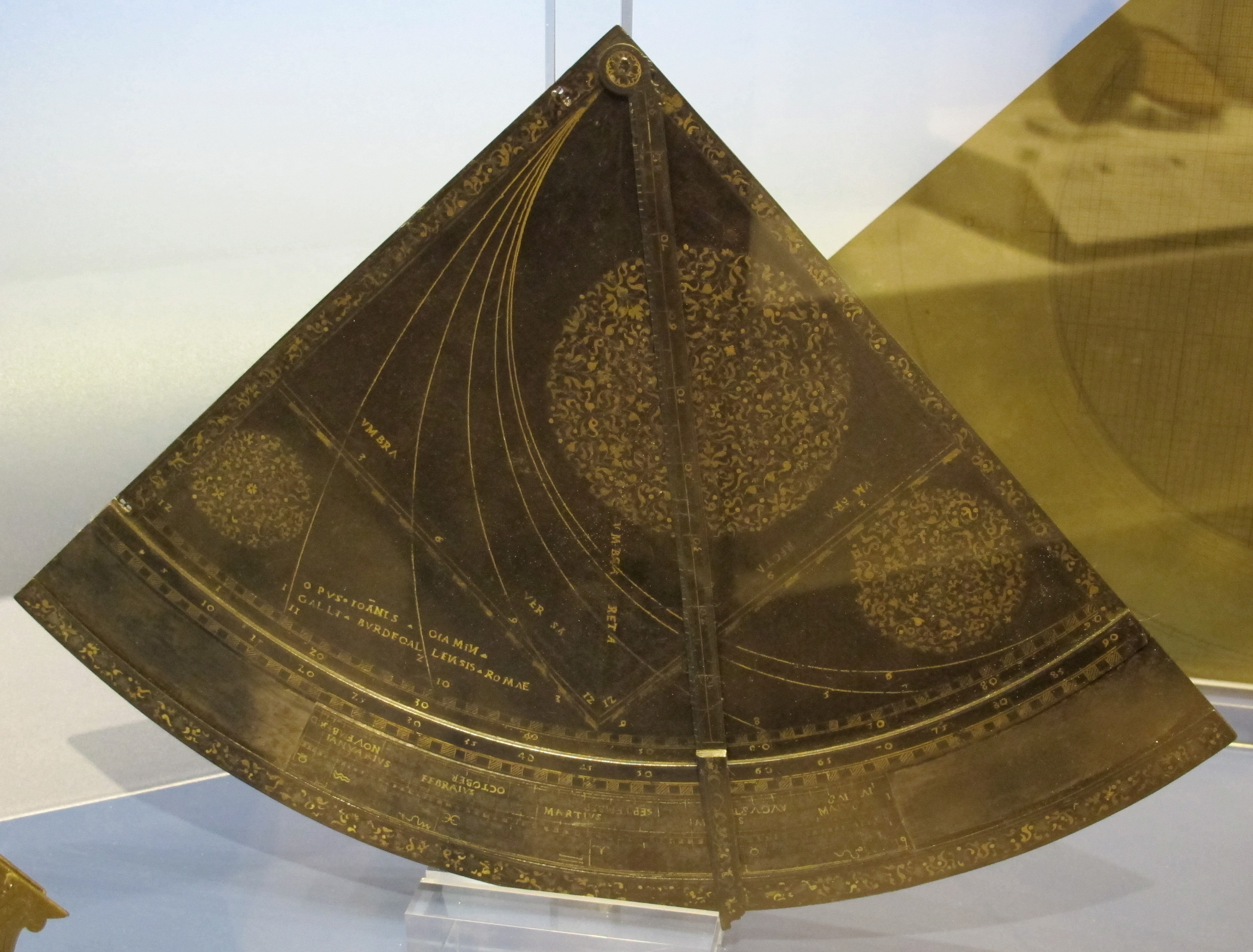
Quadrant horaire.

Autres types de quadrants inventoriés par David A. King :
- Le quadrant de Gunner, ou autres, utilisé dans l'artillerie pour ajuster l'angle de tir d'un canon[3].
- Le quadrant de Gunter, inventé par Edmund Gunter en 1623, mais ce n'est, en fait, qu'un quadrant horaire un peu particulier.